# Sergio Pastore
Pour les articles homonymes, voir Pastore.
Sergio Pastore (né le 25 novembre 1932 à Cosence et mort le 24 septembre 1987 à Rome) est un réalisateur, scénariste, journaliste et producteur italien.

## Biographie
Né à Cosence (Cosenza en italien) en Calabre en 1932, il s'installe très jeune à Naples, où il est étudiant à la faculté de droit. Il commence à travailler comme pigiste pour différents quotidiens, avant de devenir correspondant local du quotidien du soir Paese Sera. Il a rencontré et interviewé des personnalités comme Enrico De Nicola, Eduardo De Filippo, Domenico Rea et Curzio Malaparte pour son journal. D'abord chargé de l'actualité, il devient journaliste culturel lorsqu'il déménage à Rome.
Fasciné par le monde du cinéma, il décide de fonder sa propre société de production, Mezzogiorno Nuovo d'Italia avec laquelle il signe une dizaine de films à petit budget à partir de 1968. Son film le plus connu reste le giallo Les Sept Châles de soie jaune sorti en 1972. Marié une première fois à la danseuse et actrice turque Aïché Nana, il épouse en secondes noces l'actrice Giovanna Lenzi, alias Jeannette Len, avec qui il aura une fille, Laura. Cette dernière occupera plus tard les fonctions de conseillère municipale et adjointe au maire de la commune de Cerveteri située dans la ville métropolitaine de Rome Capitale. 
Sergio Pastore est décédé subitement, à l'âge de 54 ans, d'un accident vasculaire cérébral alors qu'il se trouvait au cinéma Fiamma de Rome pour l'avant-première du film réalisé et scénarisé par sa femme Giovanna Lenzi, Delitti. Sa fille Laura publie en 2012 une biographie consacrée à son père, Appunti a mente di Laura Pastore. Il regista Sergio Pastore nel racconto di sua figlia, publiée par Editoriale Progetto 2000.

## Filmographie en tant que réalisateur
- 1967 : Omicidio a sangue freddo (film resté inédit)
- 1968 : Crisantemi per un branco di carogne
- 1968 : La verità difficile
- 1969 : Il diario proibito di Fanny (it)
- 1969 : Una ragazza di Praga (it)
- 1972 : Les Sept Châles de soie jaune (Sette scialli di seta gialla)
- 1976 : Des vues sur la veuve (it) (Occhio alla vedova)
- 1982 : Apocalisse di un terremoto
- 1982 : Pin il monello
- 1984 : La donna del mare (it)
- 1985 : I mercenari raccontano... (it)
- 1986 : Amore inquieto di Maria (it)
- 1987 : Delitti de Giovanna Lenzi (supervision de Pastore)